# Olimpiadi degli scacchi del 1976
Le Olimpiadi degli scacchi del 1976 si svolsero ad Haifa, in Israele, dal 26 ottobre al 10 novembre. Si ritornò ad unire nello stesso luogo sia il torneo open sia quello femminile.
Quest'edizione delle Olimpiadi (la ventiduesima open, la settima femminile) fu caratterizzata dal boicottaggio dell'Unione Sovietica contro Israele, che si estese a tutti i paesi dell'est europeo e a tutti i paesi arabi. Come risultato, poco più di metà delle nazioni iscritte alla FIDE inviarono delle rappresentative, mentre a Tripoli, in Libia, venne organizzata un'Olimpiade non ufficiale alla quale presero parte trentaquattro nazioni. Tale olimpiade si svolse poco dopo quella ufficiale, ma non vide la partecipazione dell'Unione Sovietica né dei suoi paesi satelliti europei.

## Torneo open
48 nazioni parteciparono alla competizione (come confronto, alla precedente edizione erano 75); ogni squadra era composta da un massimo di sei giocatori, di cui due riserve. In totale 286 giocatori parteciparono alle olimpiadi.
Dal punto di vista tecnico la novità più importante fu l'introduzione del sistema svizzero (di 13 turni) in luogo del consueto torneo in due fasi, con gironi preliminari e finali giocati come gironi all'italiana. Non furono inoltre distribuite medaglie per le migliori prestazioni individuali nella varie scacchiere, contrariamente alle edizioni precedenti.
Alla prima giornata di riposo, dopo quattro turni, la Germania Ovest guidava la classifica con mezzo punto di vantaggio sulle Filippine e l'Australia, mentre gli Stati Uniti, favoriti nonostante l'assenza di Robert Fischer e del loro campione nazionale Walter Browne, erano a un punto dai tedeschi, a pari merito con Inghilterra e Italia. I Paesi Bassi diventò prima al settimo turno, mantenendo la testa e arrivando ad avere 2,5 punti di vantaggio sugli statunitensi dopo il decimo turno, grazie ad una vittoria per 3,5-0,5 contro la Svezia.
Gli Stati Uniti, grazie a due vittorie per 4-0 e 3-1 contro Svizzera e Colombia, riuscirono a raggiungere gli olandesi prima dell'ultimo turno, riuscendo a vincere la medaglia d'oro ottenendo 3,5 punti contro il Galles all'ultimo turno, mentre i Paesi Bassi vinsero solo 3-1 contro la Finlandia.

### Partecipanti
- Andorra
- Argentina
- Australia
- Austria
- Belgio
- Bermuda
- Bolivia
- Canada
- Cile
- Colombia
- Costa Rica
- Danimarca
- Filippine
- Finlandia
- Francia
- Galles
- Inghilterra
- Germania Ovest
- Giappone
- Guatemala
- Guernsey
- Honduras
- Hong Kong
- Iran
- Irlanda
- Islanda
- Fær Øer
- Isole Vergini Americane
- Isole Vergini Britanniche
- Israele
- Italia
- Lussemburgo
- Monaco
- Paesi Bassi
- Norvegia
- Nuova Zelanda
- Papua Nuova Guinea
- Paraguay
- Rep. Dominicana
- Scozia
- Spagna
- Stati Uniti
- Svizzera
- Svezia
- Thailandia
- Uruguay
- Venezuela

### Risultati assoluti
| Pos. | Squadra        | Scacchiere                | Scacchiere                  | Scacchiere                 | Scacchiere               | Scacchiere                   | Scacchiere               | Elo  | Punti |
| Pos. | Squadra        | Prima                     | Seconda                     | Terza                      | Quarta                   | Quinta (1ª riserva)          | Sesta (2ª riserva)       | Elo  | Punti |
| ---- | -------------- | ------------------------- | --------------------------- | -------------------------- | ------------------------ | ---------------------------- | ------------------------ | ---- | ----- |
|      | Stati Uniti    | GM Robert Byrne           | GM Lubomir Kavalek          | GM Larry Evans             | GM James Tarjan          | GM William Lombardy          | Kim Commons              | 2535 | 37    |
|      | Paesi Bassi    | GM Jan Timman             | GM Gennadij Sosonko         | GM Jan Donner              | MI Hans Ree              | Gert Ligterink               | MI Franciscus Kuijpers   | 2490 | 36,5  |
|      | Inghilterra    | GM Anthony Miles          | MI Raymond Keene            | MI William Hartston        | MI Michael Stean         | Jonathan Mestel              | MI John Nunn             | 2463 | 35,5  |
| 4    | Argentina      | GM Miguel Najdorf         | GM Oscar Panno              | GM Miguel Ángel Quinteros  | MI Raúl Sanguineti       | Jorge Szmetan                | Luis Marcos Bronstein    | 2513 | 33    |
| 5    | Germania Ovest | GM Wolfgang Unzicker      | GM Luděk Pachman            | MI Hans Günther Kestler    | MI Dieter Mohrlok        | Peter Ostermayer             | Klaus Wockenfuß          | 2485 | 31    |
| 6    | Israele        | GM Vladimir Liberzon      | GM Yair Kradman             | MI Roman Dzindzichashvili  | MI Leon Lederman         | MI Shimon Kagan              | Nathan Birnboim          | 2490 | 29,5  |
| 7    | Svizzera       | MI Warner Hug             | Andre Lombard               | Heinz Wirthensohn          | Andreas Huss             | Peter Hammer                 | Roland Ott               | 2391 | 29    |
| 8    | Canada         | MI Peter Biyasias         | MI Lawrence Day             | GM Daniel Abraham Yanofsky | MI Bruce Amos            | irwin Lipnowski              | MI Leon David Piasetsky  | 2428 | 28,5  |
| 9    | Spagna         | GM Arturo Pomar Salamanca | MI Juan Manuel Bellón López | Ángel Martín González      | MI Antonio Medina García | Francisco Javier Sanz Alonso | Javier Ochoa de Echagüen | 2399 | 28,5  |
| 10   | Colombia       | MI Carlos Enrique Cuartas | Oscar Humbert Castro Rojas  | Juan Minaya Molano         | Gildardo García          | MI Boris De Greiff           | Marco Silva              | 2365 | 28    |

## Torneo femminile
Al torneo femminile parteciparono 23 squadre, per la prima volta composte da quattro giocatrici, di cui una riserva. Le squadre furono divise in quattro gironi preliminari, e quindi in tre finali diverse.
Nella tabella seguente sono elencati i gruppi in cui vennero divise le squadre. In grassetto sono evidenziate le squadre qualificate alla finale A, in corsivo quelle qualificate alla finale B.
| Gruppo 1  | Gruppo 2    | Gruppo 3      | Gruppo 4       |
| --------- | ----------- | ------------- | -------------- |
| Argentina | Canada      | Francia       | Filippine      |
| Australia | Danimarca   | Inghilterra   | Germania Ovest |
| Austria   | Finlandia   | Italia        | Irlanda        |
| Colombia  | Galles      | Nuova Zelanda | Scozia         |
| Israele   | Giappone    | Spagna        | Stati Uniti    |
|           | Paesi Bassi | Svezia        | Svizzera       |

### Risultati assoluti
| Pos.     | Squadra        | Scacchiere             | Scacchiere         | Scacchiere                   | Scacchiere          | Elo      | Punti    |
| Pos.     | Squadra        | Prima                  | Seconda            | Terza                        | Quarta (riserva)    | Elo      | Punti    |
| Finale A | Finale A       | Finale A               | Finale A           | Finale A                     | Finale A            | Finale A | Finale A |
| -------- | -------------- | ---------------------- | ------------------ | ---------------------------- | ------------------- | -------- | -------- |
|          | Israele        | MIF Alla Kushnir       | Luba Kristol       | Olga Podrazhanskaya          | Lea Nudelman        | 2182     | 17       |
|          | Inghilterra    | Jana Hartston          | Sheila Jackson     | MIF Elaine Pritchard         | Susan Caldwell      | 2115     | 11,5     |
|          | Spagna         | Pepita Ferrer Lucas    | Nieves García      | María del Pino García Padrón | Teresa Canela       | 1890     | 11,5     |
| 4        | Stati Uniti    | Diane Savereide        | Rachel Crotto      | Ruth Hertstein               | Ruth Orton          | 2112     | 10,5     |
| 5        | Paesi Bassi    | Alexandra Van der Mije | Corry Vreeken      | Erika Belle                  | Ada Van der Giessen | 2182     | 9,5      |
| 6        | Germania Ovest | Anni Laakmann          | Hennelore Weichert | Thea Prill-Gasseman          | Ursula Wasnetsky    | 2070     | 9        |
| 7        | Australia      | Marion McGrath         | Narelle Kellner    | Lynda Pope                   | Cathy Depasquale    | 1958     | 8,5      |
| 8        | Danimarca      | Nina Høiberg           | Merete Haahr       | MIF Ingrid Larsen            |                     | 1917     | 6,5      |
| Finale B |                |                        |                    |                              |                     |          |          |
| 9        | Canada         | Smilja Vujosevic       | Nava Shterenberg   | Angela Day                   | M. Williams         | 1907     | 13,5     |
| 10       | Italia         | Rita Gramignani        | Barbara Pernici    | Anna Merciai                 | D. Romano           | 1800     | 12       |
| 11       | Argentina      | Julia Arias            | Edith Soppe        | Matilde Cazón                | A. Tadei            | 1800     | 11,5     |
| Finale C |                |                        |                    |                              |                     |          |          |
| 17       | Svizzera       | Anna Näpfer            | Vanda Veprek       | Carla Wettstein              | M. Ludwig           | 1875     | 12       |
| 18       | Austria        | Alfreda Hausner        | Margit Hennings    | Ingeborg Kattinger           | Wilma Samt          | 1940     | 12       |
| 19       | Svezia         | Jolanta Dahlin         | Ingrid Svensson    | Connie Svantesson            | Ulla Bohmgren       | 2012     | 11,5     |